# 자그레브 실내합주단
자그레브 실내합주단(영어: Zagreb Soloists, 크로아티아어: Zagrebački solisti)은  크로아티아 자그레브에서 설립된 실내 오케스트라이다. 유고슬라비아 제2의 도시 자그레브에서 이탈리아의 첼리스트 안토니오 야니그로가 1953년에 조직하였다. 멤버는 주로 자그레브 음악원의 교수진이며 바로크·고전음악의 연주로는 세계 1급이다. 현대적 감각에 넘친 연주를 하며, 상임지휘자는 창립 이후 야니그로가 주로 담당하였다.
자그레브 실내합주단은 전 세계 모든 지역에서 3,500개 이상의 콘서트를 수행하였으며 수많은 레코딩으로 매우 유명하다.